# Экспедиция Фуро — Лами
Экспедиция Фуро-Лами (фр. Mission Foureau-Lamy) — французская научная и военная экспедиция, состоявшаяся в 1898—1900 годах.
Основным организатором экспедиции был географ Фернан Фуро, военным командующим — Франсуа-Жозеф-Амеде Лами. Экспедиция должна была пройти в южный Алжир по следам экспедиции Поля Флаттерса, убитого там в 1881 году, и найти путь с севера к озеру Чад. Одновременно с ней с запада к озеру Чад двигалась экспедиция Вуле-Шануэна, а с юга — экспедиция Жентиля.
Экспедиция в составе 350 человек начала свой путь 23 октября 1898 года из Уарглы. Пройдя 600 км по пустыне Большой Восточный Эрг, она пересекла плато Тассилин-Адджер и остановилась на отдых в Айн-эль-Хаджадж. Несмотря на то, что это уже было крупным географическим успехом, из-за плохого картографирования пути слава исследователей плато досталась впоследствии другим путешественникам.
Затем экспедиция отправилась в нагорье Ахаггар, и в январе 1899 года достигла колодца Бир-эль-Гарама, где в 1881 году был убит Поль Флаттерc. После этого экспедиция пересекла современную алжирско-нигерскую границу и прошла через пустыню Тенере, где нехватка воды привела к гибели большинства верблюдов.
Построив у колодца Азауа форт «Флаттерc», экспедиция отправилась на плато Аир и достигла Иферуана. В марте 1899 года по пути на юг она подверглась нападению местных племён, но атака была отбита. В июле 1899 года экспедиция прибыла в Агадес, который к тому времени был уже завоёван Францией и умиротворён. После трёхмесячного отдыха экспедиция двинулась по более богатым землям Сахеля, и 3 ноября прибыла в Зиндер.
В Зиндере экспедиция соединилась с остатками сил, вышедших из Сенегала (после мятежа Вуле и требования части сенегальских стрелков вернуться обратно эти силы уменьшились наполовину), и двинулась на восток к озеру Чад; Лами принял командование над объединёнными силами. Достигнув озера Чад, они обошли его вдоль западного и северного берега, после чего повернули на юг, и на восточном берегу встретили двигавшегося на север Жоаллана, вышедшего ранее с частью сенегальских сил. Объединив силы, экспедиция — теперь под командованием Лами — двинулась на юг, к базовому лагерю Жоаллана возле устья реки Шари.
В апреле 1900 года объединённые французские силы захватили Куссери, а 21 апреля к ним присоединилась экспедиция Жантиля, пришедшая из бассейна реки Конго. На следующий день состоялась битва при Куссери, в ходе которой объединённые французские силы разгромили войско местного правителя Рабих аз-Зубайра и убили его самого. Империя Рабиха пала, а в сентябре французским правительством была образована Военная территория Чад. Так как сам Лами тоже погиб в этом сражении, то Жентиль, возведя на правом берегу Шари укрепление, назвал его Форт-Лами (современный город Нджамена).